# 亚高山景天
亚高山景天（学名：Sedum erici-magnusii var. subalpinum）为景天科景天属下的一个变种。

## 扩展阅读
- 維基物種上的相關：亚高山景天